# Air India Express
Air India Express è una compagnia aerea a basso costo dell'India, filiale della compagnia di bandiera Air India. Ha la sede a Kochi e serve principalmente dall'India il Medio Oriente e il sud-est asiatico. La compagnia aerea appartiene ad Air India Charters Limited, controllata intera proprietà di Air India Limited, costituita al fine di facilitare la fusione di Air India e Indian Airlines. Air India Express opera circa 100 voli a settimana, soprattutto da stati del sud, come il Tamil Nadu e il Kerala, in India.

## Storia
Air India Express è nata il 29 aprile 2005, con il lancio di tre voli decollati contemporaneamente da Thiruvananthapuram, Kochi e Kozhikode. La compagnia aerea è stata lanciata come vettore low cost (LCC) con l'obiettivo di fornire una comoda connettività alle rotte internazionali a corto raggio, in Medio Oriente e nel sud-est asiatico per la comunità di espatriati indiani. Air India Express è stata la risposta di Air India alla crescente popolarità degli LCC in tutto il mondo e nella regione. Essendo un LCC, la compagnia aerea opera voli point-to-point con più hub in tutta l'India.
Nel dicembre 2012, Air India ha ratificato la proposta di spostare il quartier generale a Kochi nel gennaio 2013 e di stabilire una nuova base MRO a Thiruvananthapuram.

## Flotta

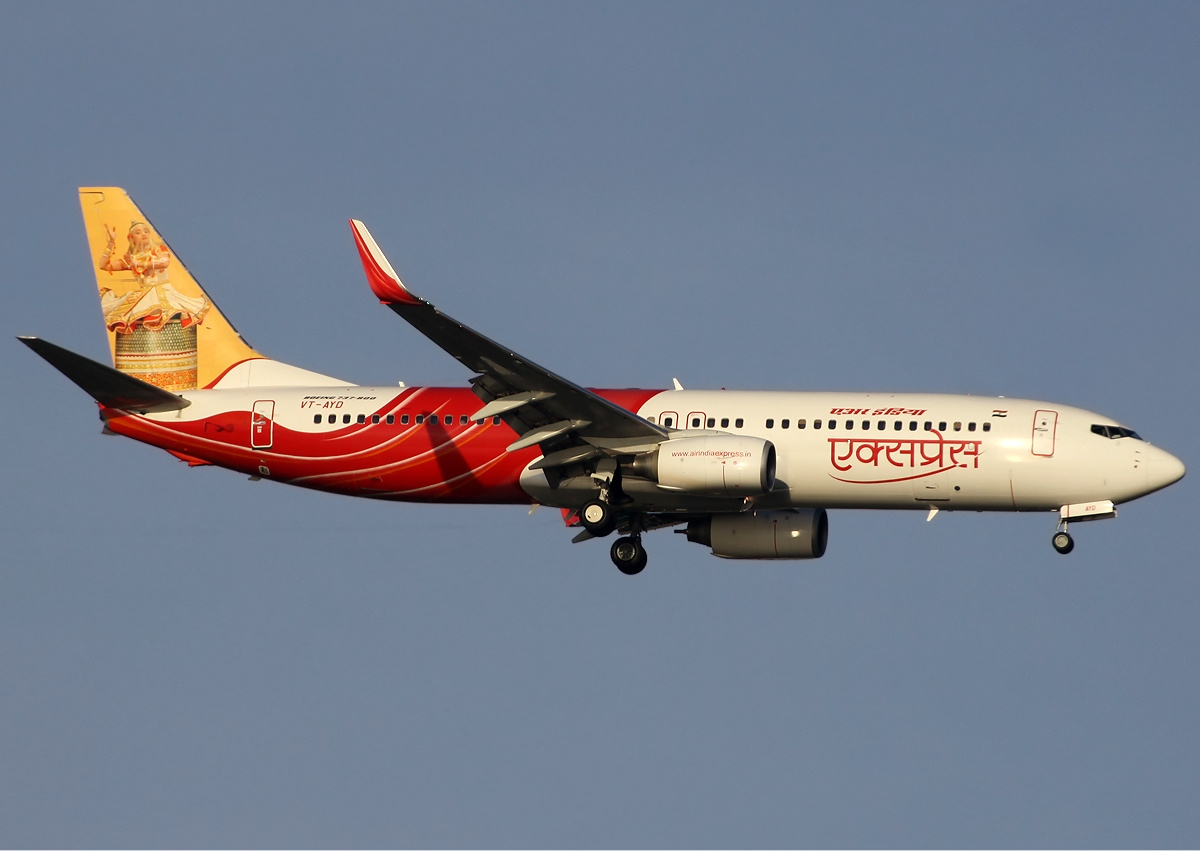
Un Boeing 737-800.

Ad agosto 2024 la flotta di Air India Express è così composta:

## Incidenti
- 22 maggio 2010: il volo Air India Express 812, un Boeing 737-800 (registrato VT-AXV) in volo sulla rotta Dubai-Mangalore, è uscito di pista durante l'atterraggio all'aeroporto di Mangalore, provocando la morte di 152 passeggeri e 6 membri dell'equipaggio delle 166 persone a bordo. L'aereo è finito in una valle boscosa alla fine della pista e prese fuoco. Solo in otto sono sopravvissuti.[8][9]
- 12 ottobre 2018: il volo Air India Express 611 ha subito un tailstrike durante il decollo, prima di entrare in collisione con l'antenna del localizzatore e il muro di confine dell'aeroporto Internazionale di Tiruchirappalli. Ciò ha provocato gravi danni strutturali alla fusoliera, al carrello di atterraggio, alle superfici di controllo e alla cappottatura dei motori. L'equipaggio ha continuato comunque verso la sua destinazione a Dubai contrariamente ai manuali della Boeing, rassicurato dalla strumentazione. Il team operativo della compagnia ha richiesto il ritorno dell'aereo a Mumbai mentre l'aereo era sopra il Mar Arabico; il velivolo è poi atterrato senza ulteriori incidenti ed è stato riparato a un costo notevole.[10]
- 7 agosto 2020: il volo Air India Express 1344, un Boeing 737-800 (registrato VT-AXH), è uscito di pista a causa di forti piogge, finendo poi in un avvallamento e spezzandosi in tre parti dell'aeroporto di Calicut. 21 persone a bordo sono rimaste uccise, inclusi entrambi i piloti, e almeno 112 sono rimaste ferite.[11][12]